# Apink
Apink (tiếng Hàn Quốc: 에이핑크, romaja: eipingkeu, tiếng Nhật: エーピンク) là một nhóm nhạc nữ Hàn Quốc được thành lập vào năm 2011 bởi công ty IST Entertainment (trước đây là A Cube Ent., Plan A Ent. và Play M Ent.). Nhóm ban đầu gồm 7 thành viên: Chorong, Bomi, Eunji, Naeun, Namjoo, Yookyung và Hayoung. Thành viên Yookyung rời nhóm vào tháng 4 năm 2013 để tập trung cho việc học và thành viên Naeun rời nhóm vào tháng 4 năm 2022 sau 11 năm đồng hành với 5 năm thành viên, với lý do xung đột lịch trình với công ty quản lý mới.
Kể từ khi ra mắt đến nay, Apink đã phát hành 9 mini-album và 3 album phòng thu. Nhóm ra mắt lần đầu tiên, vào ngày 19 tháng 4 năm 2011 với bài hát I Don't Know (tiếng Hàn: 몰라요; Romaja: Mollayo) trích từ mini-album đầu tiên Seven Springs of Apink trong chương trình M Countdown của Mnet. Apink đã giành được nhiều giải thưởng dành cho các nhóm nhạc mới như Golden Disc Awards lần thứ 26, Seoul Music Awards lần thứ 21 và Mnet Asian Music Awards lần thứ 13.
Chương trình âm nhạc đầu tiên mà Apink giành thắng lợi là M Countdown vào ngày 5 tháng 1 năm 2012 sau 9 tháng ra mắt  cùng ca khúc "My My" nằm trong mini-album thứ 2, Snow Pink.
Mỗi năm, Apink luôn cố gắng phát hành một fansong - bài hát dành cho người hâm mộ của nhóm, vào ngày kỉ niệm ra mắt: April 19th (2012), Good Morning Baby (2014), Promise U (2015), The Wave (2016), Always (2017), Miracle (2018), Everybody Ready? (2019), Moment (2020), Thank You (2021) và I want you to be happy (2022).

## Lịch sử

### Trước khi ra mắt
Vào tháng 2 năm 2011, A Cube Entertainment đã công bố Son Na-eun là thực tập sinh đầu tiên cho nhóm nhạc nữ mới, Apink, người đã góp mặt trong video âm nhạc "Soom" (숨; "Breath"), "Beautiful" và "Niga Jeil Joha" (니가 제일 좋아; "I Like You the Best") của Beast vào cuối năm 2010. Park Cho-rong, người xuất hiện ở cuối video âm nhạc tiếng Nhật "Shock" của Beast, tham gia tiếp theo với tư cách trưởng nhóm. A Cube đã công bố Oh Ha-young là thành viên thứ ba. Vào tháng 3, Jung Eun-ji được giới thiệu là thành viên thứ tư trên tài khoản Twitter của A Cube thông qua một đoạn video cô biểu diễn "Love You I Do" của Jennifer Hudson. Hong Yoo-kyung cũng được thông báo tương tự thông qua một video trực tuyến nơi cô đang chơi đàn piano. Hai thành viên cuối cùng, Yoon Bo-mi và Kim Nam-joo, đã được giới thiệu thông qua chương trình thực tế của nhóm, Apink News.
Trước khi nhóm ra mắt, bộ phim tài liệu Apink News đã phát sóng trên kênh truyền hình cáp Hàn Quốc Trend E. Chương trình đã ghi lại quá trình ra mắt của Apink. Các tập được dẫn chương trình bởi nhiều người nổi tiếng, bao gồm G.NA, Mario, Seung Ho và G.O của MBLAQ, Beast, 4minute, Jinwoon của 2AM, Sunggyu và Sungjong của Infinite, Sunhwa và Hyoseong của Secret. Một tuần trước khi Apink chính thức ra mắt, họ đã phát hành quảng cáo truyền hình đầu tiên cho Ceylon Tea.

### 2011: Ra mắt,Seven Springs of ApinkvàSnow Pink
Vào ngày 13 tháng 4, một teaser video âm nhạc cho EP đầu tay của Apink đã được phát hành với sự trong sáng của các cô gái cho mùa xuân tươi sáng, EP mang tên Seven Springs of Apink.
Sau đó vào ngày 19 tháng 4, nhóm đã phát hành album và MV của ca khúc chủ đề mang tên "Mollayo" ("I Don't Know") trong MV có sự tham gia của thành viên nhóm Beast Gikwang. Vào ngày 21 tháng 4, Apink đã lần đầu tiên biểu diễn trên sân khấu ở Mnet M! Countdown với ca khúc Mallayo để quảng bá cho album đầu tay. Apink biểu diễn thêm tiếp hai ca khúc "I Don't Know" và "It Girl" trên các chương trình âm nhạc hàng tuần. Apink cũng đã thu âm ca khúc 'Let Us Just Love" cho bộ phim Protect the Boss của đài SBS.

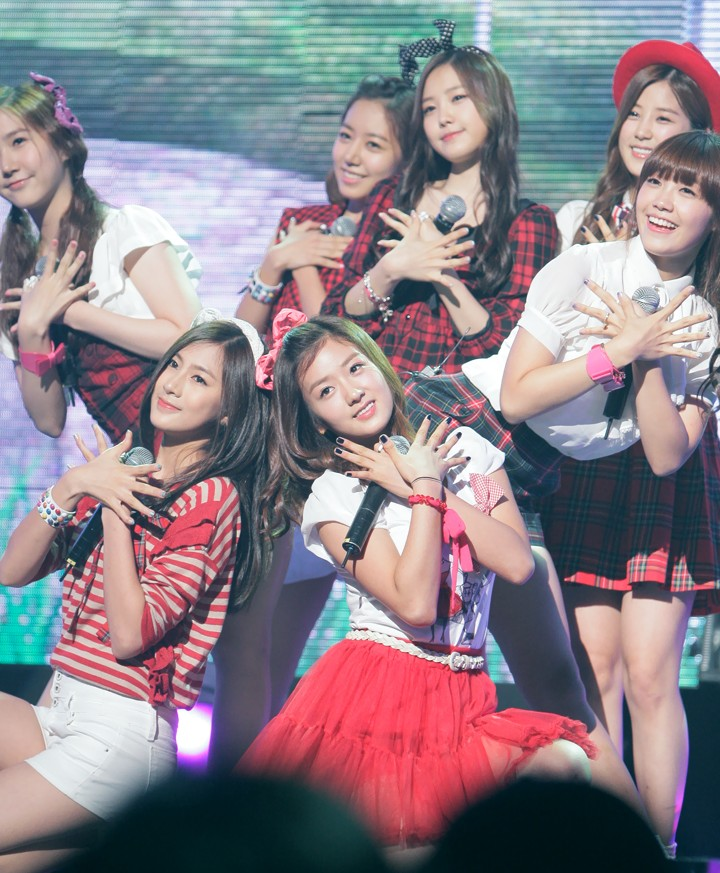
Apink tại GSL Season 5 Code S Final Performance 2011

Trong tháng 11, Apink đã ghi hình cho một chương trình truyền hình thực tế mới được gọi là "Birth Of A Family" với nhóm Infinite. Chương trình theo cuộc hành trình của hai thần tượng trong việc chăm sóc động vật bị bỏ rơi và ngược đãi. Chương trình được lên sóng vào ngày 12 tháng 11.
Vào ngày 22 tháng 11, nhóm phát hành EP thứ hai mang tên Snow Pink và bài hát chủ đề "My My". Trước đó một ngày, nhóm đã phát hành teaser cho MV "My My". Tiếp đó 3 ngày, ngày 25 tháng 11, nhóm bắt đầu quảng bá EP này trên sân khấu KBS Music Bank. Bài hát đặc biệt gợi nhớ tới những giai điệu của những nhóm nhạc tiền bối S.E.S và Fin.K.L những năm 90.
Vào ngày 29 tháng 11, Apink đã được trao giải thưởng nghệ sĩ mới xuất sắc nhất tại Mnet Asian Music Awards (MAMA).
Apink phát hành một bài hát quảng cáo đồng phục cùng với Beast với tiêu đề Baby Skinny.

### 2012: Chiến thắng đầu tiên,Une Annee
Vào ngày 5 tháng 1, nhóm đã lần đầu tiên chiến thắng trên show truyền hình Mnet M Countdown.

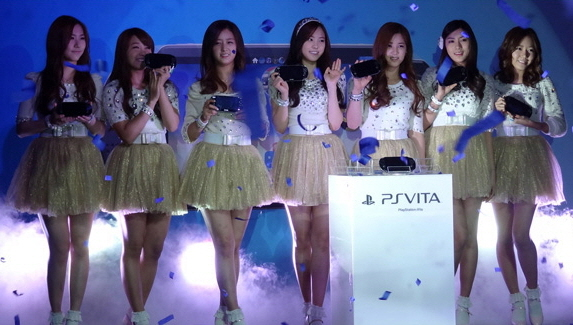
Apink tại sự kiện ra mắt PSP Vita tháng 2 năm 2012

Ngày 14 tháng 3, Eunji và Yoseob phát hành MV Love Day trong dự án mang tên "A Cube For Season #Green", và đã biểu diễn trên MBC Music Core. Vào ngày 21 tháng 3, nhóm đã diễn tại Toronto, Canada với khoảng 1600 người hâm mộ.
Vào ngày 19 tháng 4, nhóm đã cho phát hành đĩa đơn "April 19th" (tiếng Hàn: 4 월 19 일/ 4 Wol 19 Il ?) như một món quà dành tặng cho người hâm hộ nhân kỷ niệm một năm thành lập nhóm. Bài hát được sản xuất bởi Kim Jinhuan với lời bài hát được viết bởi trưởng nhóm Chorong. Bài hát được đưa vào album phòng thu đầu tiên Une Annee của nhóm vào ngày 9 tháng 5. Album này được quảng bá trên các chương trình âm nhạc hàng tuần với ca khúc chủ đề Hush.
Vào ngày 6 tháng 6, "BuBiBu" là đĩa đơn thứ ba trong album được phát hành. Đĩa đơn được lựa chọn bởi người hâm mộ qua trang web chính thức của Mnet. Và bắt đầu quảng bá ca khúc vào ngày 7 tháng 6.
Người hâm mộ có sự tôn trọng tuyệt vời cho Apink khi biểu diễn trước đám đông bấp chấp cơn mưa tầm tã trong Mnet One Asia Tour 2012 tại Thái Lan vào ngày 4 tháng 10.

### 2013:Secret Garden, gia tăng độ phổ biến

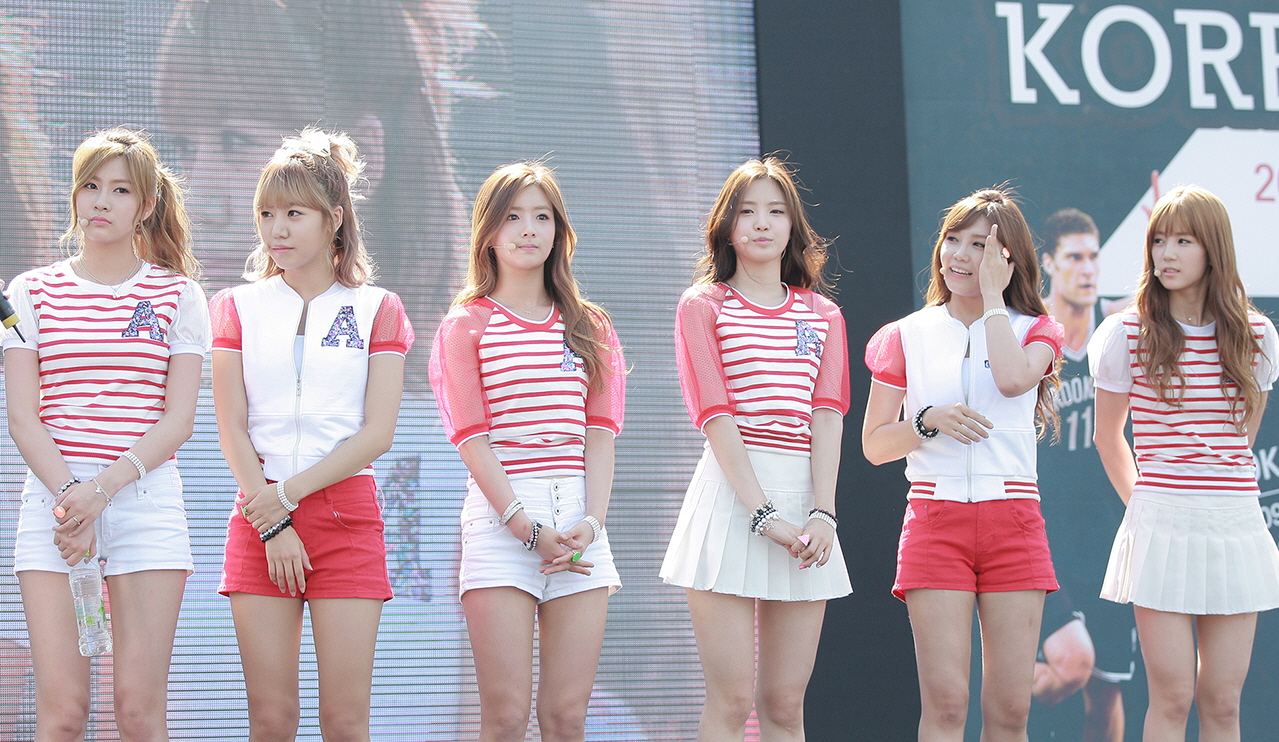
Apink tại sự kiện NBA 3X Korea, Công viên Yeoeuido, Seoul vào tháng 8 năm 2013

Vào ngày 3 tháng 1, thành viên Eunji và Namjoo cùng với Hyunseung của Beast phát hành đĩa đơn cho dự án "A Cube For Season #White" và để kỷ niệm chiến thắng của hai nhóm trong năm trước. Sau đó, Apink tiếp tục hợp tác lần thứ hai với Beast với video âm nhạc " 5! My baby (Oh! My baby). Trong tháng 5, Apink đã xuất hiện tại AIA K-POP 2013 ở Hong Kong và trình diễn một số bản hit của nhóm cùng với 4Minute và Beast.
Vào ngày 23 tháng 4, A Cube thông báo thánh viên Yookyung sẽ rời nhóm để tập trung cho việc học và có thể thêm một thành viên mới vào nhóm.
Ngày 31 tháng 5, Eunji và nghệ sĩ cùng công ty Huh Gak phát hành một khúc cho dự án "A Cube For Season #Blue" với tựa đề "Short Hair" và đã "all-kill" bảng xếp hạng trực tuyến.
Ngày 23 tháng 6, A Cube tiết lộ teaser cho EP Secret Garden. Vào ngày 3, EP đã được tiết lộ trên kênh youtube của A Cube với ca khúc chủ đề sẽ mang tên là NoNoNo, phát hành vào ngày 5 tháng 7 với sáu thành viên. Video âm nhạc của NoNoNo cùng với EP sẽ được phát hành sau một ngày khi họ trình diễn trên Mnet M! Countdown vào ngày 4 tháng 7. Ca khúc đã thu về cho nhóm rất nhiều chiến thắng trên các show âm nhạc, các thứ hạng cao trên bảng xếp hạng và đưa nhóm tới thời kì hoàng kim.
Vào ngày 11 tháng 7, Apink được bổ nhiệm làm đại sứ danh dự của hội chợ Seoul năm 2013.
Vào ngày 17, Apink đã chiến thắng trên Show Champion với NoNoNo và sau đó là Music Bank. Chương trình quảng bá ca khúc NoNoNo kết thúc vào ngày 16 tháng 8 năm 2013.
Nhóm đã phát hành MV cho hai ca khúc cùng album là "Secret Garden" và "U You". Bomi trở thành MC cho chương trình Weekly Idol.
Ngày 22 tháng 10 năm 2013, Apink đã tham dự Mnet Asian Music Awards lần thứ 15, nơi họ nhận được giải thưởng "Ngôi sao toàn cầu thế hệ mới".
Ngày 2 tháng 12, Apink hợp tác với đồng nghiệp Cube Entertainment là BEAST, 4Minute, BTOB, G.NA, Roh Ji-hoon, Shin Ji-hoon và Kim Kiri phát hành "Christmas Song". Cũng trong tháng đó, Apink ghi một đơn phối hợp với B.A.P cho thương hiệu đồng phục học sinh Skoolooks có tên là "Mini".

### 2014:Pink Blossom, Pink LUV

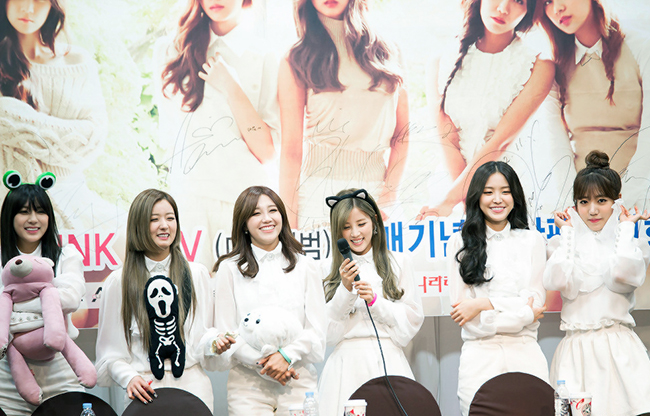
Apink tại sự kiện ký tặng fan tổ chức ở Mokdong, 2014

Ngày mùng 9 tháng 1, Apink đã đăng hình ảnh của họ trên Fancafe chính thức, tiết lộ rằng Apink sẽ phát hành một digital single để kỉ niệm 1000 ngày kể từ khi nhóm debut và cũng như gửi lời cảm ơn sâu sắc tới những người hâm mộ luôn ủng hộ nhóm. Đĩa đơn mang tên "Good Morning Baby" đã được phát hành vào ngày 13 tháng 1 lúc 12:00 AM KST.
Vào ngày 14 tháng 3, Apink được bổ nhiệm làm đại sứ truyền thông của quân đội Hàn Quốc. Apink là nhóm nhạc nữ đầu tiên trở thành đại sứ.
Vào ngày 17 tháng 3, A Cube đã phát hành teaser cho Mini album thứ tư của Apink - Pink Blossom. A Cube còn tiết lộ thêm rằng Apink sẽ comeback vào ngày 31 tháng 3.
Vào ngày 26 tháng 3, A Cube đã tung ra teaser cho Apink, và cũng đã tung ra MV ca khúc chủ đề "Mr.Chu" trên Youtube ngày 31 tháng 3. Bài hát chủ đề đã nhận được rất rất nhiều phản ứng tích cực và nhanh chóng leo lên vị trí số 1 của chín bảng xếp hạng lớn của Hàn Quốc ngay sau khi "Mr.Chu" được phát hành. Apink cũng đã biểu diễn lần đầu tiên vào ngày 4 tháng 4 trên sân khấu Music Bank của đài KBS. Mr.Chu cũng đã giành hạng nhất trên tất cả các chương trình âm nhạc lớn cuối tuần.
Vào ngày 19 tháng 4, Apink sẽ tổ chức buổi fanmeeting lần thứ 2 để kỉ niệm 3 năm debut. Apink sẽ biểu diễn trước 2000 fan hâm mộ tại trường Đại học Kwangwoon. Một đại diện của A Cube cho biết "Sự kiện Apink Picnic đã bán được 1,300 vé trong vòng vẻn vẹn có 5 phút trong lần bán vé đầu tiên vào ngày 20 tháng 3 và vé sẽ được bán ra một lần nữa vào lần bán vé thứ 2". Apink cũng sẽ tổ chức một mini concert cùng một talk show cho buổi họp mặt fan sắp tới và họ sẽ biểu diễn NoNoNo, Mr.Chu, Good Morning Baby, April 19 và nhiều những bài hát khác.
Đến 6 năm 2014, hai thành viên là Bomi và Namjoo đã thành lập nhóm nhỏ đầu tiên của Apink là "Apink BnN", sau đó họ phát hành single đầu tiên là "My Darling" để kỉ niệm 10 năm thành lập công ty của nhà sản xuất Brave Brothers". "My Darling "sau đó đã được đưa vào album Pink Luv của nhóm phát hành vào tháng 11 cùng năm.
Vào ngày mùng 8 tháng 7, Eunji đang tham gia dự án "A Cube For Season #Sky Blue" cùng với nghệ sĩ cũng công ty Huh Gak để ra single "Break Up to Make Up" sau đó bài hát đã thống trị tất cả các bảng xếp hạng âm nhạc lớn của Hàn Quốc
Trong tháng 8, Apink đã được lựa chọn để để tham gia show thực tế của đài MBC, là "Apink's Showtime", và được bắt đầu phát sóng vào ngày 07 tháng 8 năm 2014, với 8 tập được phát định kỳ hàng tuần.

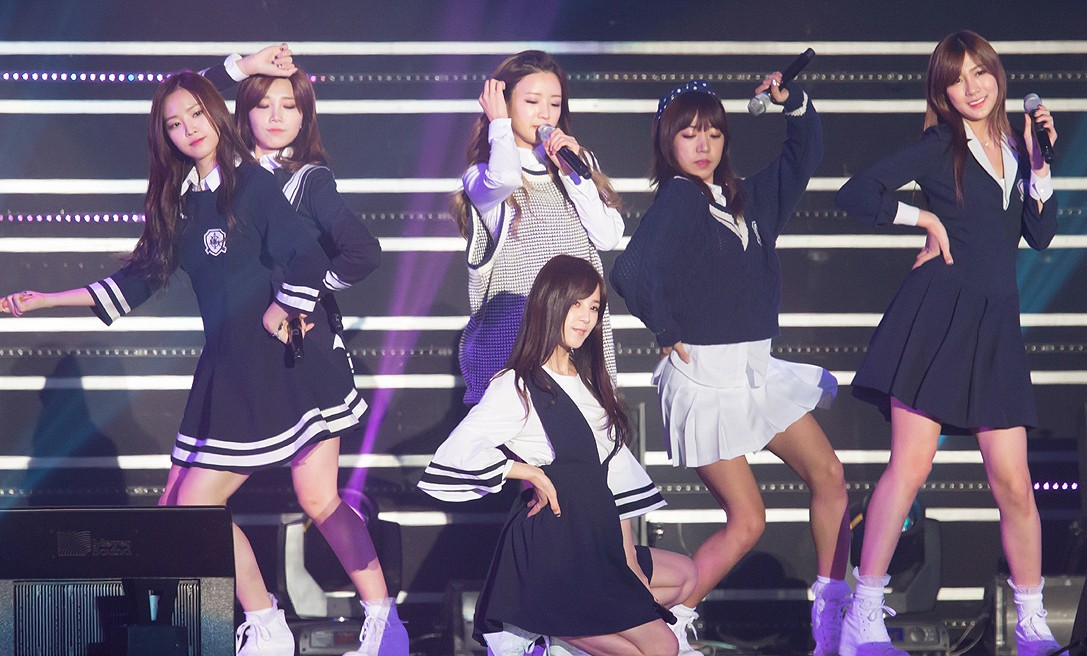
Apink tại Pepsi Concert ngày 16 tháng 11 năm 2014

Ngày 4 tháng 8, Apink đã ra mắt tại Nhật Bản với một showcase tại Tokyo và tại Osaka vào ngày 15 với 6.000 fan tham dự.
A Cube đã thông báo rằng họ sẽ phát hành single tiếng Nhật là "NoNoNo", và bao gồm cả "My My" vào ngày 22. Single đã đứng thứ 4 trên bảng xếp hạng single hàng tuần của Oricon. Hơn 20.000 người hâm mộ được báo cáo cho sự kiện ra mắt của họ được tổ chức tại ba thành phố của Nhật Bản.
Từ tháng 9 đến tháng 11 năm 2014, Apink đã gây quỹ từ thiện cho Seungil Hope Foundation để xây dựng một bệnh viện cho bệnh nhân ALS. Trong tháng 11, câu lạc bộ fan hâm mộ trực tuyến Fancafe của Apink đã vượt qua 100.000 thành viên, đây là thành tích đáng tự hào khi mà điều này hiếm khi xảy ra đối với một nhóm nhạc nữ Hàn Quốc.
Vào ngày 13 tháng 11, Apink đã nhận được giải thưởng Best Female Dance tại MelOn Music Awards lần thứ 6 cho bài hát "Mr Chu".
Vào tháng 11, nhóm đã phát hành EP thứ 5 Pink Luv, cùng với bài hải chủ đề "LUV", được sáng tác bởi Shinsadong Tiger. Bài hát đã giành No.1 tất cả các bảng xếp hạng hàng đầu của Hàn Quốc. Cả album và "LUV" đều đạt vị trí thứ nhất trên Gaon Chart. Vào ngày 20 tháng 11, trong showcare giới thiệu album, nhóm đã trình diễn LUV cùng các bài hát mới trong album. Nhóm đã quảng bá ở KBS Music Bank vào ngày hôm sau, trước khi phát hành album. Nhóm đã dành tất cả 17 cúp trên tất cả các chương trình âm nhạc lớn của Hàn Quốc, là nhóm nhạc nữ của Hàn Quốc duy nhất có thể đạt được thành tích này.. Bên cạnh The Show, nhóm cũng giành được cúp thứ ba trên Inkigayo, trước khi bài hát bị xóa khỏi bảng xếp hạng.
Cuối năm đó Gaon Chart cũng công bố Apink là nhóm nhạc nữ có lượng tiêu thụ album và single xếp thứ 3 năm 2014.

### 2015:Pink Paradise, Pink Memory, Pink Island, Pink Season
Ngày 10 tháng 1, Apink đã trở thành nhóm đầu tiên giành được năm Cúp liên tiếp trên Music Core. Cũng trong tháng đó, nhóm đã nhận giải "Digital Bonsang" và "Best Female Performance Group" của Golden Disk Awards lần thứ 29 tại Bắc Kinh, "Bonsang" và " Popularity " tại lễ trao giải Seoul Music Awards, "Best Female Group" của Korean Culture and Entertainment Awards và "Best Single of December" của Gaon Chart K-Pop Awards.

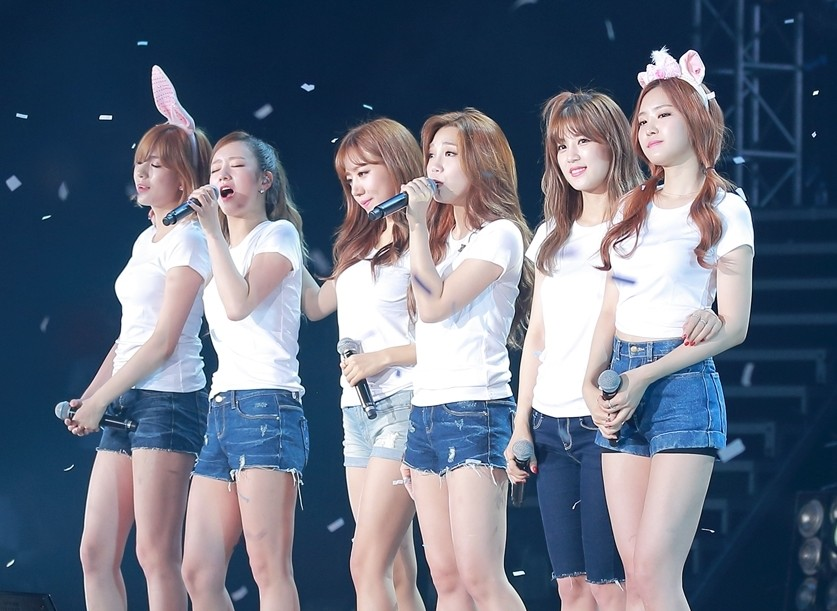
Apink tại Concert Pink Paradise vào 30 tháng 5 năm 2015

Concert đầu tiền của Apink mang tên "Pink Paradise" được tổ chức tại Hội trường Olympic, Olympic Park, vào ngày 30 và 31. Và đã bán hết 7.200 vé trong vòng hai phút sau khi bán.
Vào ngày 18 tháng 2, nhóm phát hành phiên bản tiếng Nhật của "Mr Chu", cùng với phiên bản tiếng Nhật của "Hush". Đĩa đơn này đã đứng thứ 2 trên bảng xếp hạng single hàng tuần của Oricon, với 54.000 bản được bán ra trong tuần đầu tiên phát hành.
Cũng trong tháng 2, Forbes Korea đã xếp Apink đứng thứ 18 trong 40 nghệ sĩ nổi tiếng nhất Hàn Quốc. Cũng trong tháng đó, nhóm đã nhận giải "Best 3 New Artists (Asia)" tại Disc Awards Japan, được tổ chức bởi Hiệp hội Công nghiệp ghi âm của Nhật Bản.
Vào ngày 22 tháng 3, Apink tiếp tục tổ chức "Pink Paradise" ở Singapore tại The MAX Pavilion. Nhóm cũng đến Thượng Hải để tổ chức "Pink Paradise" vào ngày 30 tháng 5.
Ngày 28 tháng 3 Apink đã đến Việt Nam để trình diễn cho chương trình "Music Bank in Ha Noi".
Vào ngày 19 tháng 4, nhóm cho phát hành bài hát kỉ niệm bốn năm thành lập nhóm với "Promise U" để tặng Fan hâm mộ. Bài hát này được Eunji sáng tác. Đĩa đơn này đã đạt được vị trí cao ở hậu hết bảng xếp hạng âm nhạc của Hàn Quốc dù không được quảng bá.

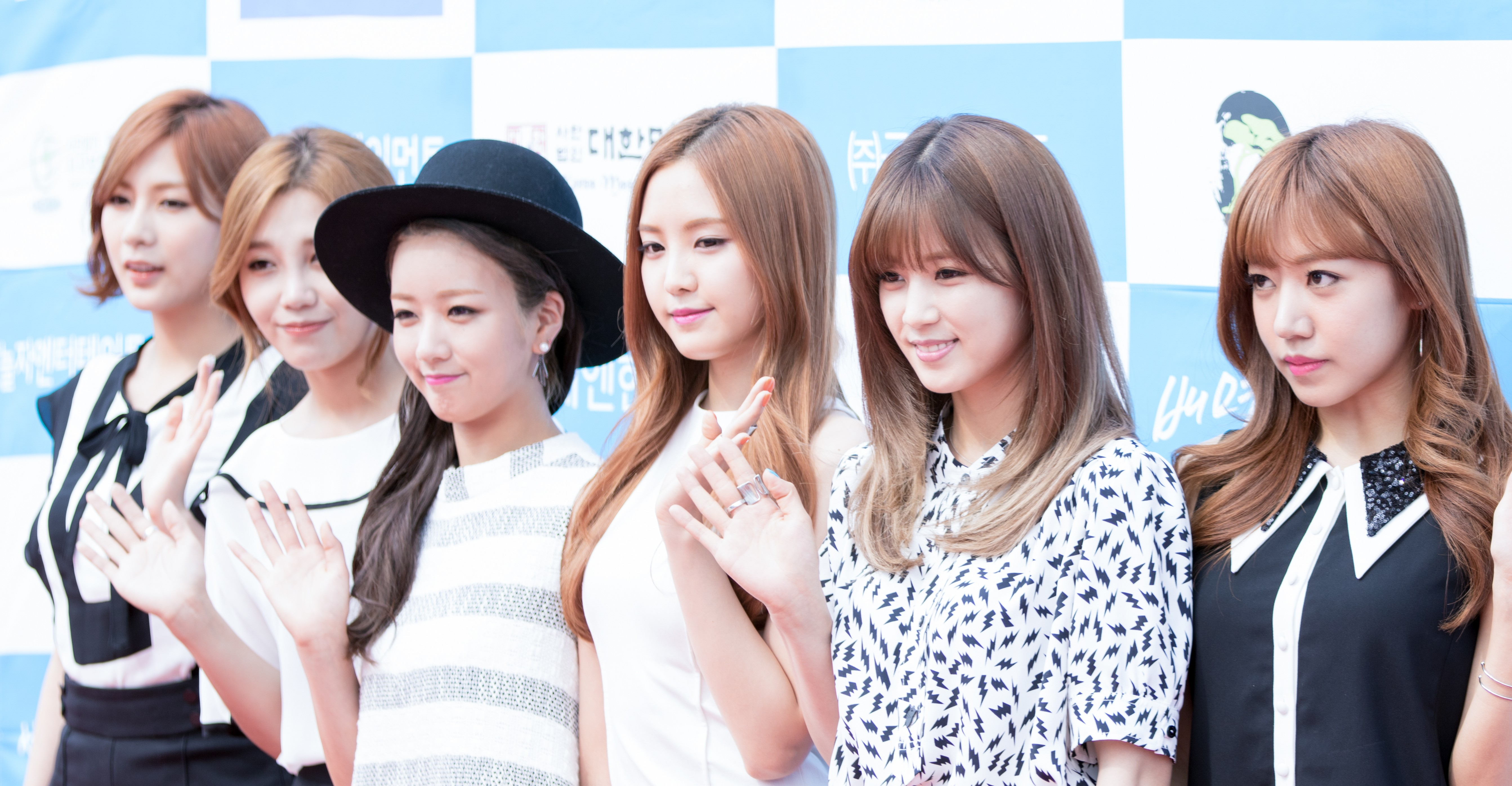
Apink tại sự kiện Hanbitsa Awards 21 tháng 5 năm 2015

Phiên bản tiếng Nhật của "LUV" dự kiến sẽ phát hành vào ngày 20 tháng 5 sẽ là đĩa đơn tiếng Nhật thứ ba của họ, với "Good Morning Baby" là B-side. Nhóm biểu diễn bài hát lần đầu tiên tại "Girls Award 2015 Spring/Summer" tại Tokyo vào ngày 29 tháng 4 trước khi phát hành.
Trong tháng 7, Apink đã trở lại sân khấu với album phòng thu thứ hai mang tên Pink Memory sản xuất bởi  Shinsadong Tiger. Apink tung MV Remember làm bài hát chính và sau đó là Petal. Các bài hát đều rất thích hợp với mùa hè.
Vào ngày 22 và 23 tháng 8, concert thứ hai của Apink mang tên "Pink Island" đã được tổ chức tại Jamsil Arena. Hơn 9.000 vé đã được bán ra trong một thời gian ngắn.
Ngày 26 tháng 8, album phòng thu đầu tiên tại Nhật của Apink đã được ra mắt với tên gọi "Pink Season"
Ngày 9 tháng 12, single tiếng Nhật của bài hát Sunday Monday được phát hành tại thị trường Nhật Bản.

### 2016: Tour diễn tại Bắc Mỹ,Pink Summer, Pink Revolution, Pink Aurora, Pink Party, Pink Doll, Dear
Apink bắt đầu tour diễn Bắc Mỹ tại Vancouver vào ngày 5 tháng 1, tiếp theo đó là Dallas, San Francisco và Los Angeles.
Cũng trong tháng, nhóm nhận giải Bonsang tại lễ trao giải Seoul Music Awards và Disk Bonsang tại Golden Disk Awards.
Ngày 24 tháng 1, nhóm được mời tham dự KKBOX Music Awards được tổ chức ở Đài Loan.
Ngày 25 tháng 2, nhóm phát hành video âm nhạc cho bài hát tiếng Nhật "Brand New Days". Bài hát cũng được chọn làm bài mở đầu cho anime Rilu Rilu Fairilu ~Yousei No Door~.
Nhóm cũng đã trình diễn tại Asian Film Awards vào ngày 17 tháng 3.
Ngày 2 tháng 4, Apink tổ chức một mini-concert mang tên Pink Memory Day" tại Singapore.
Ngày 19 tháng 4, nhóm phát hành đĩa đơn "The Wave", với lời bài hát được viết bởi Park Cho-rong nhằm kỷ niệm 5 năm thành lập đồng thời phát hành một sách ảnh mang tên "Girls' Sweet Repose".
Vào ngày 25/5, công ty giải trí Plan A Entertainment tiết lộ nhóm nhạc nữ Apink đã nhận được lời mời tham dự sự kiện âm nhạc “MTV Music Evolution”, tổ chức tại thủ đô Manila (Philippines) vào ngày 24/6 sắp tới. Theo công ty Plan A Entertainment, lời mời này có ý nghĩa đặc biệt với các cô gái Apink vì họ sẽ trở thành nghệ sĩ Hàn Quốc đầu tiên được mời đến dự sự kiện âm nhạc có quy mô lớn, dự kiến sẽ được phát sóng tại hơn 160 quốc gia trên toàn thế giới. Nhóm cũng đã trình diễn chung với các nghệ sĩ quốc tế như Maroon 5, Beyoncé, Adele, OneRepublic, Far East Movement, Bebe Rexha và nghệ sĩ Philippines Gary Valenciano cùng con trai Gabriel, bộ đôi James Reid và Nadine Lustre.
Vào tháng 7, Apink đã tổ chức concert thứ hai của nhóm tại Nhật Bản, bắt đầu tại Sapporo vào ngày 7 tháng 7. Nhóm đã trình diễn trước hàng chục nghìn người hâm mộ trong suốt sáu concert tại 5 thành phố, đồng thời lên lịch phát hành đĩa đơn tiếng Nhật thứ sáu mang tên Summer Time, vào ngày 3 tháng 8. Để quảng bá cho ca khúc này, Apink đã tổ chức nhiều sự kiện tai 7 thành phố, từ ngày 1 đến 7 tháng 8, bắt đầu ở Fukuoka, tiếp theo đó là Hiroshima, Nagoya, Osaka, Kobe, Tokyo và Niigata.

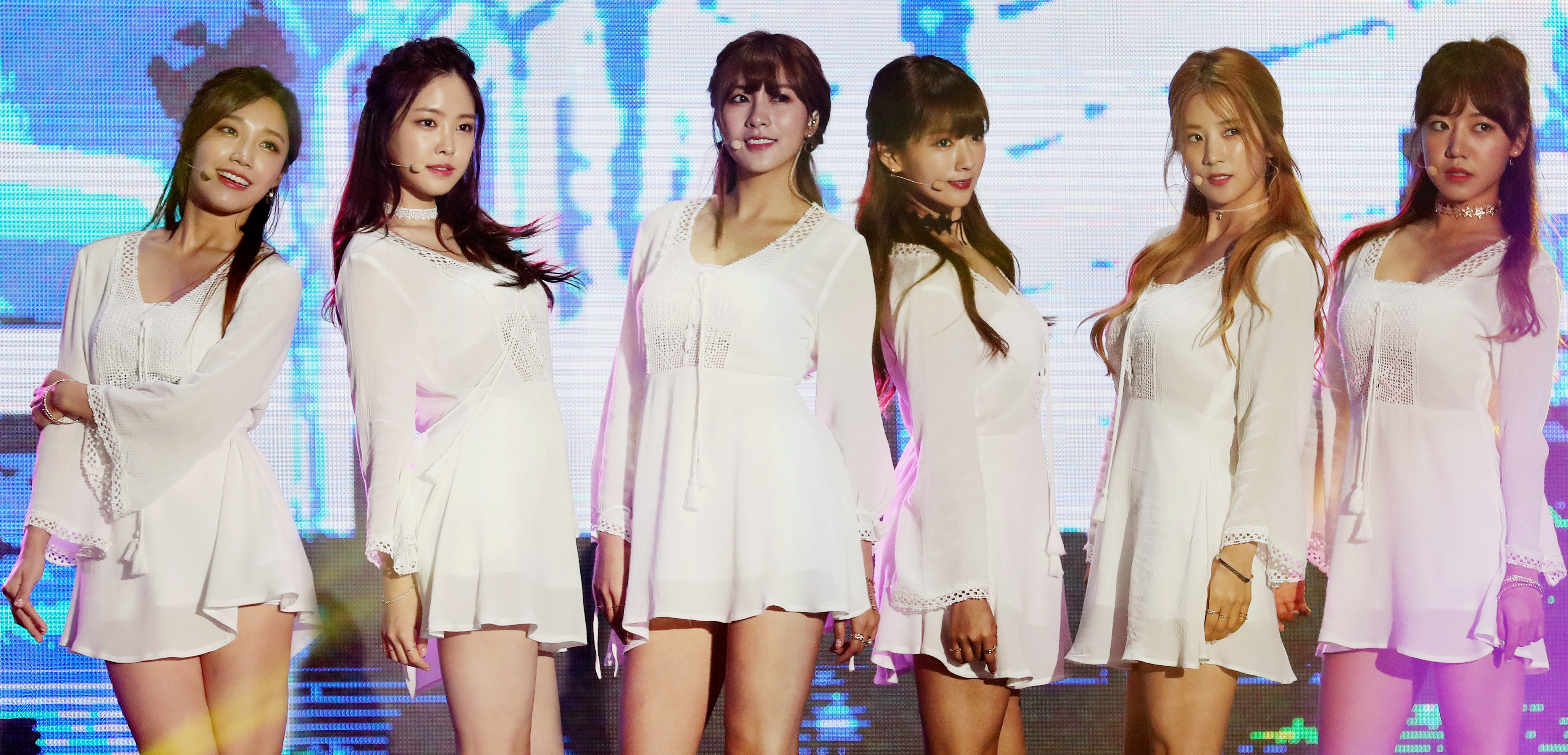
Apink tại Korea Sale Festa Opening Ceremony vào ngày 30 tháng 9 năm 2016

Ngày 26 tháng 9, Apink đã cho ra mắt album phòng thu thứ ba mang tên Pink Revolution, sau một năm hai tháng kể từ lần trở lại trước đó. Bài hát chủ đề, "Only One" (내가 설렐 수 있게), được sử dụng để quảng bá cùng với các bài hát phụ như "Boom Pow Love" và "Ding Dong". Vào cùng ngày, nhóm cũng đã tổ chức buổi showcare giới thiệu album và được phát sóng trực tuyến trên V-live. Apink đã làm việc với Black Eyed Pilseung cho bài hát chủ đề, cùng Shinsadong Tiger và Dsign Music với các bài B-sides. "Only One" đã đứng đầu các bảng xếp hạng âm nhạc Hàn Quốc chỉ vài giờ sau khi phát hành. Trong suốt buổi showcase, trường nhóm Chorong đã nói rằng Pink Revolution sẽ mang lại một cảm giác mới về sự trưởng thành của Apink, trong khi Eunji giải thích rằng Apink sẽ tập trung vào sự phức tạp và sâu lắng của âm nhạc thay vì những bài hát "chỉ đơn giản, thú vị." Nhóm đã quảng bá cho "Only One" và Pink Revolution trong một tháng, album đã bán được hơn 50.000 bản.
Vào tháng 11, Apink bắt đầu tour diễn châu Á "Pink Aurora", với các điểm dừng chân Đài Loan, Singapore, Hong Kong. Plan A Entertainment cũng đã thông báo rằng nhóm sẽ tổ chức concert thứ 3 tại Hàn Quốc mang tên "Pink Party" vào ngày 17, 18 tháng 12 tại Seoul. Cũng trong thời gian này, Apink tiếp tục quảng bá tại Nhật Bản với album tiếng Nhật thứ hai, Pink Doll, được phát hành vào ngày 21 tháng 12.
Vào ngày 30 tháng 11, Plan A Entertainment thông qua trang tin tức Naver đã đăng tải một thông báo rằng Apink sẽ phát hành album đặc biệt đầu tiên của nhóm mang tên Dear vào ngày 15 tháng 12 dù cho lịch trình dày đặt cuối năm. Album này một món quà gửi tặng nguồi hâm mộ, những người đã đi cùng với sự phát triển của nhóm. Album Dear có 5 bài hát mới, trong đó 3 bài hát là các bản song ca và tự sản xuất của các thành viên. Video âm nhạc của bài hát chủ đề, "Cause You're My Star," được đăng tải lên các trang Youtube của 1theK và trang chính thức của nhóm. Album này cũng bao gồm các phiên bản ballad, R&B và instrumentals các bài hit của nhóm như "Mr. Chu", "NoNoNo", "Luv", "April 19th".

### 2017:Pink Up, Asian Tour, Pink Stories, 3rd Live Japan Tour

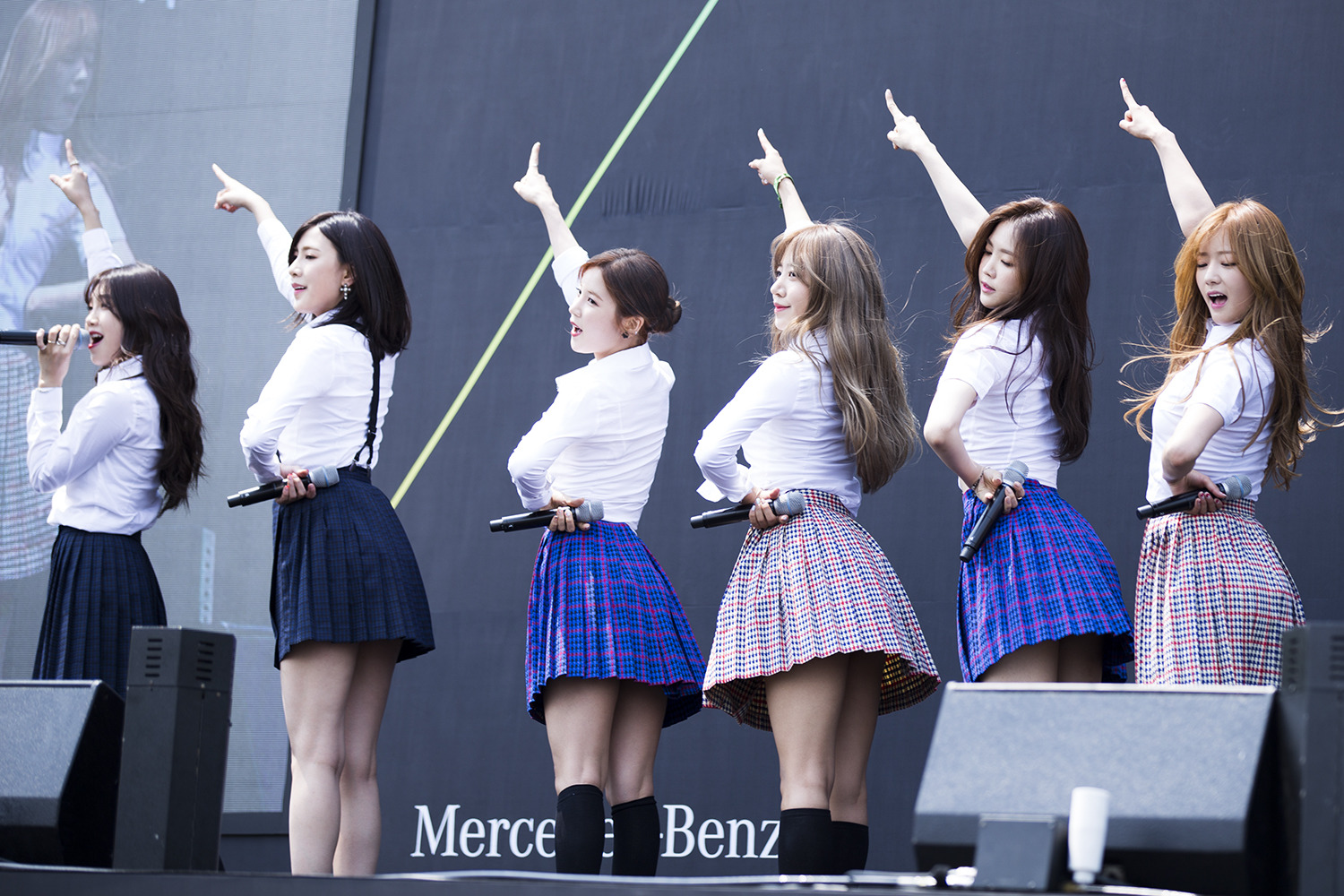
Apink biểu diễn tại sự kiện Mercedes Benz Donatic & Race vào tháng 5 năm 2017

Vào ngày 21 tháng 3, Apink đã phát hành đĩa đơn tiếng Nhật thứ bảy với tên gọi "Bye Bye".
EP thứ hai của Eun-Ji, The Space cùng bài hát chủ đề, "The Spring", được phát hành vào ngày 10 tháng 4.
Ngày 19 tháng 4, bài hát dành tặng người hâm mộ nhân kỷ niệm 6 năm thành lập "Always" được phát hành.
Concert cá nhân đầu tiên của Eunji được tổ chức từ ngày 3 đến ngày 5 tháng 6.
Vào ngày 26 tháng 6, Pink Up được phát hành cùng bài hát chủ đề "Five", viết bởi Shinsadong Tiger. Vào tuần đầu tiên của đợt trở lại này, Pink Up đã giành vị trí thứ nhất trên bảng xếp hạng Gaon Album Chart, lần đầu tiên kể từ Pink Luv. "Five" cũng giành vị trí thứ tư trên bảng xếp hạng đĩa đơn.

### 2018:Pink Space, Pink Cinema, ONE & SIX, Tour diễn tại châu Á

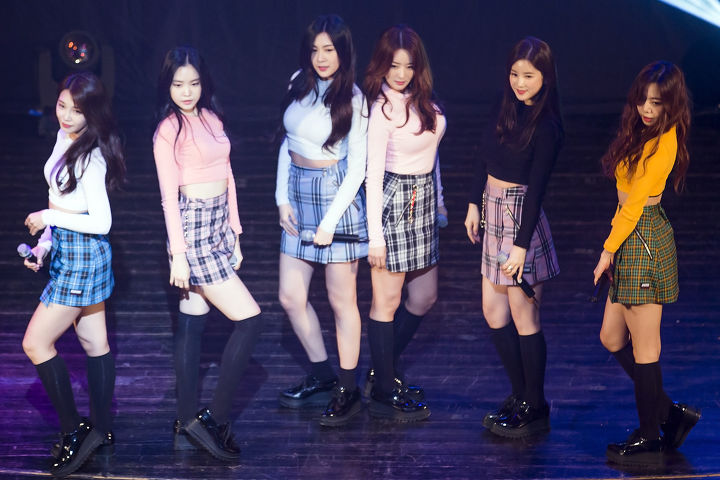
Apink vào tháng 3 năm 2018

Như thông báo đã đưa vào tháng 12, Apink sẽ có 2 đêm concert mang tên Pink Space lần lượt vào ngày 12 và 13 tháng 1 năm 2018 tại SK Olympic Handball Gymnasium. Vé sau đó cũng được bán sach chỉ sau 3 phút.
Vào ngày 19 tháng 4, đúng 7 năm sau ngày ra mắt của nhóm, Apink đã cho ra mắt một ca khúc đặc biệt dành tặng cho người hâm mộ mang tên Miracle cùng ca khúc cùng tên. Tuy không đặc kì vọng quá nhiều vào nó, nhưng single này thật sự là một món quà vô cùng ý nghĩa đối với các Pandas, những người đã theo chân Apink suốt 7 năm hoạt động.
Vào ngày 21 tháng 4, nhóm tổ chức buổi họp người hâm mộ lần thứ 5 với tên gọi Pink Cinema để kỉ niệm 7 năm ra mắt cùng với các fan hâm mộ.
Sau khi Plan A Entertainment xác nhận nhóm sẽ tham gia vào đường đưa tháng 7 đầy khốc liệt. Vào ngày 2 tháng 7, như dự kiến. Apink đã cho khán giả thấy một hình ảnh khác của Apink, đầy quyến rũ, giai điệu mạnh mẽ qua ca khúc chủ đề I'm So Sick (1도 없어) thuộc album ONE & SIX. Ca khúc lần này thuộc thể loại Tropical House, là lần hợp tác thứ 2 với Black Eyed Pilseung sau ca khúc Only One phát hành vào năm 2016. Ca khúc thể hiện sự thành công với doanh số album cao, đạt hạng 1 trên Gaon Album Chart, đạt hạng cao trên các trang âm nhạc nổi tiếng của Hàn Quốc với thứ hạng 3 tại tuần thứ 2 trên Gaon Digital Chart. Bài hát giúp Apink đem về 5 chiếc cúp quý giá, cho thấy tên tuổi của Apink sau 8 năm vẫn không sụt giảm. Nhờ bài hát này, Apink đã vinh dự đem về giải thưởng Top 10 (Bonsang Awards) tại Melon Music Awards năm 2018.

### 2019:Pink collection: Red&White, [Percent]%

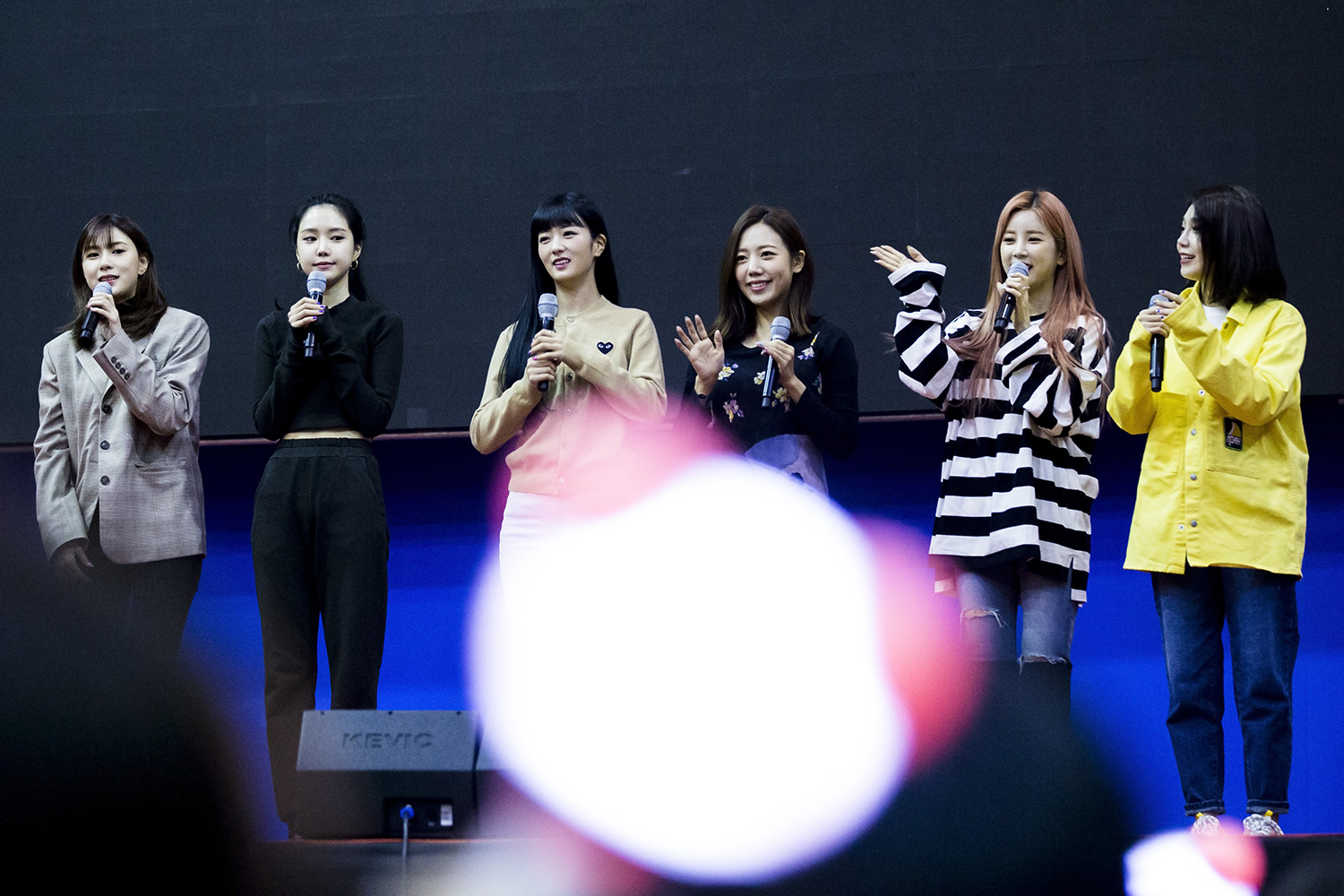
Apink vào tháng 1 năm 2019

Sau năm 2018 khá thành công, Chorong, trong màn phát biểu tại lễ trao giải Melon Music Awards, cho biết họ sẽ trở lại vào đầu năm 2019. Sau đó, công ty chủ quán là Plan A Entertainment xác nhận Apink sẽ trở lại vào ngày 7 tháng 1 năm 2019.
Chưa có tiết lộ gì nhiều, chỉ biết họ đã hoàn thành việc chụp ảnh cho album. Nhưng trong Music Bank Christmas Special 2018, họ đã trình diễn bài hát I'm so sick, và họ đã hé lộ ít nhiều về vũ đạo sắp tới cho ca khúc mới.
Ngoài ra, 2 đêm concert mang tên Pink Collection: Red & White sẽ được tổ chức tại SK Olympic Handball Gymnasium vào 2 ngày: 5 tháng 1 và 6 tháng 1 năm 2019. Bài hát chủ đề sắp tới của Apink cũng sẽ được trình làng trước các fan ngay trong đêm concert này, trước 1 ngày ra mắt chính thức mini album và bài hát chủ đề. Điều này khiến các Panda vô cùng thích thú.
Vào lúc 0h00 (KST) ngày 27 tháng 12 năm 2018, nhóm tung ra danh sách bài hát có trong mini album thứ 8 [Percent] % lần này. Đứng đầu là bài hát chủ đề %% [응응] tiếp tục do "phù thủy tạo hit" Black Eyed Pilsung sản xuất, tiếp theo là các bài hát Hug me, Tug of War, Enough, A King of Feeling và Piling Memories.
Ngày 19 tháng 4, Apink phát hành bài hát Everybody Ready?, do Eunji viết lời, để kỉ niệm 8 năm hoạt động nghệ thuật của nhóm cũng như tỏ lòng biết ơn và trân trọng những người đã ủng hộ, cổ vũ họ suốt thời gian qua.

### 2020:Welcome to PINK WORLD, LOOK
Đầu năm 2020 kể từ một năm với Album Percent, PlayM thông báo Apink tổ chức concert thứ 6 mang tên Pink World tổ chức tại Hội trường Olympic trong 2 ngày: 1 tháng 2 và 2 tháng 2 năm 2020. Thông qua concert, Apink đã chia ra 2 nhóm nhạc biểu diễn 2 ca khúc chưa từng được phát hành và hứa hẹn sau concert sẽ có thật nhiều tin tốt lành mang đến cho người hâm mộ.
Ngày 1 tháng 4, Play M thông báo Apink sẽ trở lại với mini album thứ 9 của nhóm vào ngày 13 tháng 4, mang tên LOOK.
Album LOOK gồm bài hát chủ đề là Dumhdurum, 2 bài hát của các nhóm nhỏ là Be Myself (Apink JOOJIRONG) và Love is blind (Apink YOS), bài ballad nhẹ nhàng So Overwrite và cuối cùng là 2 bài hát dành cho người hâm mộ: Moment và Everbody Ready?. Trở lại với Dumhdurum sau 1 năm 3 tháng, Apink đã không làm người hâm mộ thất vọng, bài hát chủ đề hết sức gây nghiện, kèm thao âm synth kết hợp cùng nhau đã tạo ra bản nhạc dance vô cùng catchy, pha lẫn chút âm hưởng phương tây. Một lần nữa Apink khẳng định được tên tuổi của một nhóm nhạc 10 năm nhưng vẫn giữ được sự nổi tiếng và độ nhận diện công chúng cao.
Ngày 19 tháng 4, nhân dịp kỉ niệm 9 năm hoạt động của nhóm, Apink đã tung ra MV cho "Moment", fansong của năm nay được viết lời bởi Chorong, với thông điệp vô cùng cảm động: hãy nắm tay và cùng nhau trân trọng mọi khoảnh khắc, dù là niềm vui hay nỗi buồn.

### 2021: Kỷ niệm 10 năm ra mắt, Naeun rời Play M Entertainment, thông báo trở lại vào năm 2022
Vào ngày 19 tháng 4, nhóm cho phát hành bài hát kỉ niệm 10 năm ra mắt để tặng người hâm mộ với tựa đề "Thank You". Bài hát này được thành viên Yoon Bomi tham gia viết lời.
Vào ngày 29 tháng 4 năm 2021, Play M Entertainment thông báo rằng thành viên Naeun quyết định không gia hạn hợp đồng với công ty, trong khi năm thành viên còn lại gia hạn với công ty chủ quản. Với việc thay đổi công ty quản lý, nhóm sẽ không bị tan rã và vẫn là nhóm sáu thành viên.
Vào tháng 12 năm 2021, IST Entertainment thông báo rằng Apink sẽ trở lại vào tháng 2 năm 2022.

### 2022–nay: Phát hành album thứ tư Horn, Sự ra đi của Naeun, kỷ niệm 11 năm ra mắt và thành lập nhóm nhỏ thứ 2

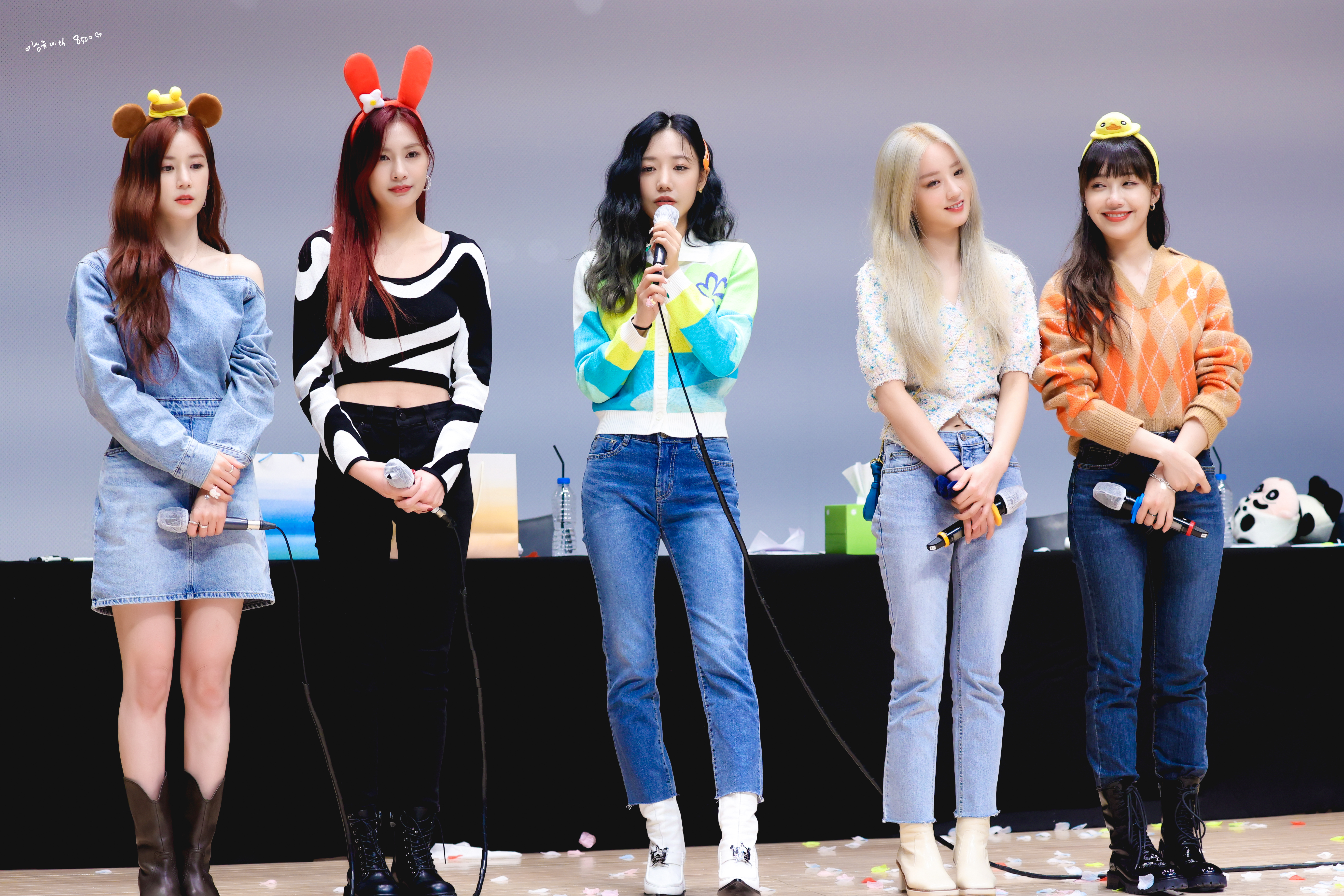
Apink vào ngày 19 tháng 4 năm 2022

Vào ngày 14 tháng 2 năm 2022,  Apink phát hành album thứ tư có tên Horn, cùng với bài hát "Dilemma".
Vào ngày 8 tháng 4 năm 2022, có thông tin rằng Son Na-eun sẽ rời nhóm do khó cân bằng giữa công việc vừa là diễn viên vừa là thần tượng. Điều này sau đó đã được IST Entertainment xác nhận thông qua fancafe của nhóm.
Vào ngày 19 tháng 4 năm 2022, Apink sẽ phát hành một đĩa đơn kỹ thuật số mới để kỷ niệm 11 năm hoạt động.
Vào tháng 6 năm 2022, IST Entertainment thông báo rằng Chorong và Bomi sẽ thành lập nhóm nhỏ thứ 2 của Apink mang tên "ChoBom" và sẽ phát hành đĩa đơn đầu tiên Copycat vào ngày 12 tháng 7.

## Hình tượng và phong cách âm nhạc

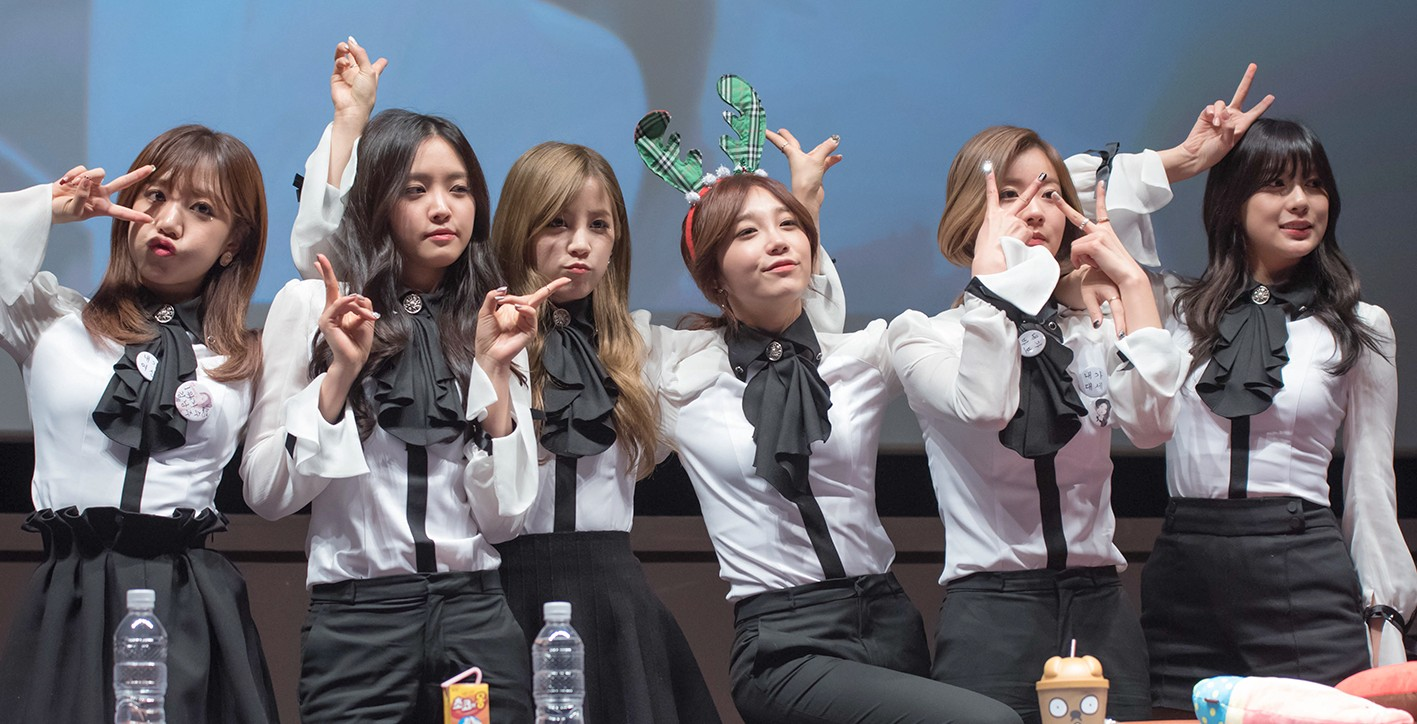
Apink tại sự kiện ký tặng fan năm 2014

Hình tượng và phong cách âm nhạc của nhóm thừa hưởng từ các nhóm nhạc giai đoạn đầu như S.E.S. và Fin.K.L. Apink được biết đến với sự ngây thơ và nữ tính, một điều không bình thường trong giai đoạn các nhóm nữ ra mắt công chúng với phong cách sexy những năm 2010 - 2011.
Vào năm 2012, thành viên Oh Hayoung đã trở lời với báo giới rằng, "Dù các nhóm nữ ngày nay theo trào lưu làm nổi bật vũ đạo cũng dáng vẻ sexy của họ, nhưng chúng tôi vẫn duy trì hình ảnh ngây thơ và trong sáng như những ngày đầu. Tôi nghĩ đó là lý do mà khán giả có thể thoải mái với các màn trình diễn của chúng tôi."
Tuy nhiên với những bài hát được phát hành gần đây như "Luv" vào năm 2014 và "Remember" vào năm 2015, nhóm đã mang đến sự trưởng thành hơn, chính chắn hơn. Nhóm đã cho công chúng thấy được sự thay đổi cảm xúc của những người trưởng thành.
Âm nhạc của Apink thuộc thể loại bubblegum pop, với lời bài hát ngọt ngào, đầy tính cổ vũ tinh thần. Jeff Benjamin của Billboard nhận xét rằng "My My" làm ta liên tưởng đến bubblegum pop những năm 2000, "NoNoNo" chịu ảnh hưởng bới synth-pop những năm 1980 và "Luv" là ta nhớ tới những năm 1990 với những bài hát hip hop pha với sự ư buồn của ballad, một bài hát mùa thu nói về những mối tình bị tan vỡ. "Mr Chu", được phát hành năm 2014, tiếp tục khẳng định phong cánh bubblegum một cách 'rất Apink'.
Trong khi đó, "Remember" phát hành năm 2015 là một bài hát với 'giai điệu cheery synth-pop vui vẻ, khiến người ta hồi tưởng về tình yêu vào những ngày hè,' và 'cùng với nhịp điệu nhanh và những âm thanh cổ điển nhằm đánh bay cái nóng những ngày hè'. Bài hát chủ đề năm 2016, "Only One" được mô tả như một sự trưởng thành trong âm nhạc của nhóm, bài hát là sự pha trộn giữ nhịp điệu R&B cùng với dance-pop và sự tinh tế của hip hop; "Boom Pow Love" lại cho khánh giả thấy được chất urban-pop của Apink, với sự tràn đầy năng lượng và lời bài hát dồn dập khác hoàn toàn những bài hit trước đây của nhóm..
Tháng 6 năm 2017, Apink quyết định trở lại với hình ảnh cũ với "FIVE" trong mini album thứ 6 "Pink Up".
Năm 2018, Apink trở lại với hình tượng hoàn toàn mới trong mini Album thứ 7 "ONE&SIX" với ca khúc củ đề "I'm So Sick", trong lần trở lại này Apink đã cho thấy một hình tượng mới không còn là những cô gái với những điệu bubblegum pop nữa mà đã là những cô gái 'Girl crush' chính hiệu. Đầu tháng 1/2019 Apink trở lại với phiên bản nâng cấp 'PinkCrush', đây là concept girl crush được phát triển từ hình tượng trong sáng ban đầu của Apink, với bài hát chủ đề "%%" trong mini album thứ 8 ''PERCENT" là ca khúc có âm hưởng và giai điệu của thập niên 70s với âm điệu tươi sáng, dance rythm nhịp nhàng. Concept vừa trưởng thành, vừa nữ tính lại pha một chút mạnh mẽ, sexy được Apink tiếp tục áp dụng cho lần trở lại của nhóm trong năm 2020 với "Dumhdurum", mang âm hưởng city-pop của những năm 80s cùng phần dance break ấn tượng.

## Thành viên
| Nghệ danh           | Nghệ danh | Nghệ danh      | Tên khai sinh | Tên khai sinh | Tên khai sinh  | Tên khai sinh | Tên khai sinh | Ngày sinh        | Vai trò                    | Nơi sinh                  | Quốc tịch |
| Latinh              | Hangul    | Kana           | Latinh        | Hangul        | Kana           | Hanja         | Hán Việt      | Ngày sinh        | Vai trò                    | Nơi sinh                  | Quốc tịch |
| Thành viên hiện tại |           |                |               |               |                |               |               |                  |                            |                           |           |
| Park Chorong        | 박초롱    | パク・チョロン | Park Chorong  | 박초롱        | パク・チョロン | 朴初瓏        | Phác Sơ Lung  | 3 tháng 3, 1991  | Sub Vocalist               | Cheongju, Chungcheong Bắc | Hàn Quốc  |
| Yoon Bomi           | 윤보미    | ユン・ボミ     | Yoon Bomi     | 윤보미        | ユン・ボミ     | 尹普美        | Doãn Phổ Mỹ   | 13 tháng 8, 1993 | Main Dancer, Lead Vocalist | Suwon, Gyeonggi           | Hàn Quốc  |
| Jeong Eunji         | 정은지    | チョン・ウンジ | Jung Eunji    | 정은지        | チョン・ウンジ | 郑恩地        | Trịnh Ân Địa  | 18 tháng 8, 1993 | Main Vocalist              | Haeundae-gu, Busan        | Hàn Quốc  |
| Kim Namjoo          | 김남주    | キム・ナムジュ | Kim Namjoo    | 김남주        | キム・ナムジュ | 金南珠        | Kim Nam Châu  | 15 tháng 4, 1995 | Lead Vocalist, Lead Dancer | Seocho-gu, Seoul          | Hàn Quốc  |
| Oh Hayoung          | 오하영    | オ・ハヨン     | Oh Hayoung    | 오하영        | オ・ハヨン     | 吳夏榮        | Ngô Hạ Vinh   | 19 tháng 7, 1996 | Sub Vocalist               | Hwagok-dong, Seoul        | Hàn Quốc  |
| Son Naeun           | 손나은    | ソン・ナウン   | Son Naeun     | 손나은        | ソン・ナウン   | 孙娜恩        | Tôn Na Ân     | 10 tháng 2, 1994 | Sub Vocalist, Center       | Cheongdam-dong, Seoul     |           |
| Cựu thành viên      |           |                |               |               |                |               |               |                  |                            |                           |           |
| Hong Yookyung       | 홍유경    | ホン・ユギョン | Hong Yookyung | 홍유경        | ホン・ユギョン | 洪瑜暻        | Hồng Du Cảnh  | 22 tháng 9, 1994 | Lead Dancer, Sub Vocalist  | Heukseok-dong, Seoul      | Hàn Quốc  |

## Danh sách đĩa nhạc
| Album phòng thu Hàn Quốc 2012: Une Annee 2015: Pink Memory 2016: Pink Revolution 2022: HORN Nhật Bản 2015: Pink Season 2016: Pink Doll | - 2011: Seven Springs of Apink - 2011: Snow Pink - 2013: Secret Garden - 2014: Pink Blossom - 2014: Pink Luv - 2017: Pink Up - 2018: ONE & SIX - 2019: PERCENT - 2020: LOOK - 2023: SELF |

### Fansong
| Năm  | Bài hát                | Kỉ niệm ra mắt | Ghi chú                                             |
| 2012 | April 19th             | 1 năm          | Chorong viết lời                                    |
| 2014 | Good Morning Baby      | 1000 ngày      |                                                     |
| 2015 | Promise U              | 4 năm          | Chorong tham gia viết lời & Eunji tham gia sáng tác |
| 2016 | The Wave               | 5 năm          | Chorong viết lời                                    |
| 2017 | Always                 | 6 năm          |                                                     |
| 2018 | Miracle                | 7 năm          | Eunji tham gia sáng tác                             |
| 2019 | Everybody Ready?       | 8 năm          | Eunji tham gia viết lời                             |
| 2020 | Moment                 | 9 năm          | Chorong viết lời                                    |
| 2021 | Thank you              | 10 năm         | Bomi viết lời                                       |
| 2022 | I want you to be happy | 11 năm         | Apink viết lời                                      |

## Buổi hòa nhạc / Chuyến lưu diễn
| Hàn Quốc - Pink Paradise 1st Concert (2015) - Pink Island 2nd Concert (2015) - Pink Party: "The Secret Invitation" 3rd Concert (2016) - Pink Space 4th Concert (2018) - Pink Collection 5th Concert (2019) - Pink World 6th Concert (2020) Nhật Bản - Apink 1st Live Tour - Pink Season (2015) - Apink 2nd Live Tour - Pink Summer (2016) - Apink 3rd Live Tour - 3 Years (2017) - Apink Japan Live Pink Collection (2019) Châu Á - Apink Secret Garden in Singapore - Vizit Korea (2013) - Pink Paradise Asia Tour (2015) - Pink Memory Day In Singapore Mini Concert & Fan Meeting (2016) - Pink Aurora Asia Tour (2016-2017) - Pink Up Asia Tour (2017) - One & Six Asia Tour (2018) Bắc Mỹ - Pink Memory: North America Tour (2016) - United Cube Concert (2011) - 13th Korea Times Music Festival (2015) - Music Bank in Hanoi (2015) - MTV World Stage Live in Malaysia (2015) - MTV Pinoy\|MTV Music Evolution Manila - Philippines (2016) - MBC Music K-Plus Concert in Vietnam (2017) - 15th Korea Times Music Festival (2017) - KCON 2017 Japan × M! Countdown (2017) - V Heartbeat in Vietnam (2018) - Running Man 9th Fanmeeting (2019) |

## Giải thưởng và đề cử
Kể từ khi ra mắt cho đến nay, Apink đã giành được nhiều giải thưởng quan trọng của nền âm nhạc Hàn Quốc như: Mnet Asian Music Awards, MelOn Music Awards, Seoul Music Awards, Golden Disc Awards.
Trên các chương trình âm nhạc hàng tuần, Apink cũng đã giành được hơn 50 cúp hạng nhất và tổng hợp 100 giải thưởng.
Tính đến 2020, với lần trở lại hoành tráng và tạo được tiếng vang lớn cùng “Dumhdurum”, Apink chính thức đem về 8 cúp trên các show âm nhạc hàng tuần, nâng tổng số cúp trên show âm nhạc của nhóm là 51.

## Phim ảnh và chương trình truyền hình
Ngoài hoạt động âm nhạc, nhóm còn tham gia vào các chương trình truyền hình như Weekly Idol, Apink's Showtime, Apink News. Các thành viên Apink còn tham gia đóng các bộ phim, tiêu biểu như Hồi đáp 1997, Lọ Lem và bốn chàng hiệp sĩ, Gió đông năm ấy.

## Quảng cáo
| Năm                | Nhãn hàng                              | Sản phẩm                          | Ghi chú                                  |
| ------------------ | -------------------------------------- | --------------------------------- | ---------------------------------------- |
| 2011               | Cottiny                                | Đồ trang sức                      |                                          |
| 2011               | Ceylon Tea                             | Nước giải khát                    |                                          |
| 2011               | Converse Korea                         | Đồ thể thao                       |                                          |
| 2011               | LG U+Zone                              | Mạng di động                      |                                          |
| 2011               | Skoolooks                              | Nhãn hiệu đồng phục               |                                          |
| 2012               | Elsword                                | Role Playing Game (RPG)           |                                          |
| 2012               | Sudden Attack                          | Role Playing Game (RPG), đến 2013 |                                          |
| 2012               | Skoolooks                              | Nhãn hiệu đồng phục               | với B.A.P                                |
| 2013               | Peripera                               | Mỹ phẩm                           | Naeun                                    |
| 2013               | SOL                                    | Mỹ phẩm                           | Chorong, Bomi, Eunjji, Namjoo, Hayoung   |
| 2013               | Fanta                                  | Nước giải khát                    | Eunji, các thành viên Apink là khách mời |
| 2013               | Skoolooks                              | Nhãn hiệu đồng phục               | với B.A.P                                |
| 2014               | Skoolooks                              | Nhãn hiệu đồng phục               | với B.A.P                                |
| Peripera           | Mỹ phẩm                                | Naeun                             |                                          |
| G9 Mobile Shopping | Hệ thống mua sắm online qua điện thoại |                                   |                                          |
| M-Limited          | Trang phục thể thao                    | Eunji                             |                                          |
| 2015               | CéCi                                   | Mỹ phẩm                           | Bomi                                     |
| 2015               | DIAMANT                                | Nước giải khát                    |                                          |
| 2015               | Peripera                               | Mỹ phẩm                           | Naeun                                    |
| 2015               | M-Limited                              | Trang phục thể thao               | Eunji                                    |
| 2016               | Duoback                                | Đồ nội thất                       | Chorong, Naeun                           |
| 2016               | M-Limited                              | Trang phục thể thao               | Eunji                                    |
| 2016               | God of highschool                      | Game mobile                       | Cả nhóm                                  |
| 2017               | CALOBYE                                | Thực phẩm chức năng               | Naeun                                    |
| 2017               | Forencos                               | Mỹ phẩm                           | Bomi                                     |
| 2017               | THE RULES                              | Game trực tuyến                   | Cả nhóm                                  |
| 2017               | Giverny                                | Mỹ Phẩm                           | Eunji                                    |
| 2017               | BOKGWON                                | Xổ số cộng đồng                   | Eunji                                    |
| 2017               | Sprite                                 | Nước giải khát                    | Naeun                                    |
| 2017               | Adidas                                 | Áo khoác                          | Naeun                                    |
| 2017               | SK II                                  | Mỹ phẩm                           | Naeun                                    |
| 2017               | Himart                                 | Trung tâm thương mại              | Cả nhóm                                  |
| 2018               | Himart                                 | Trung tâm thương mại              | Cả nhóm                                  |
| Sprite             | Nước giải khát                         | Naeun                             |                                          |
| Soju - Good day    | Rượu                                   | Naeun                             |                                          |
| Samantha Thavasa   | Túi xách                               | Naeun                             |                                          |
| Adidas kr          | Thương hiệu thể thao                   | Naeun                             |                                          |
| Calobye            | Thực phẩm chức năng                    | Naeun                             |                                          |
| Racing StarM       | Game mobile                            | Cả nhóm                           |                                          |
| Naval battleM      | Game mobile                            | Cả nhóm                           |                                          |
| 2019               | Adidas Hàn Quốc                        | Thương hiệu thể thao              | Naeun                                    |
| 2019               | Neoguri                                | Mì ăn liền                        | Naeun                                    |
| 2019               | Thyren Kr                              | Thương hiệu thời trang            | Naeun                                    |
| 2019               | DrGRoot                                | Dầu hội đầu                       | Naeun                                    |
| 2019               | Dongwon Tuna                           | Sản phẩm đóng hộp                 | Naeun                                    |
| 2019               | Veridique                              | Mĩ phẩm                           | Chorong                                  |
| 2019               | Paldo’s Bibim-myeon                    | Mì ăn liền                        | Bomi                                     |
| 2019               | Acropass                               | Chăm sóc da                       | Bomi                                     |
| 2019               | Hibikini                               | Mỹ Phẩm                           | EunJi                                    |
| 2019               | Sudden Attack                          | Video game                        | Cả nhóm                                  |
| 2020               | Adidas Hàn Quốc                        | Thương hiệu thể thao              | Naeun                                    |
| 2020               | CHICOR                                 | Mỹ phẩm                           | Naeun                                    |
| 2020               | Dongwon Tuna                           | Thực phẩm đóng hôp                | Naeun                                    |
| 2020               | Sudden Attack                          | Video game                        | Naeun                                    |
| 2020               | Evo ICL                                | Chăm sóc mắt                      | Naeun                                    |
| 2020               | Shiwon Soju                            | Rượu                              | Chorong                                  |
| 2021               | OSEQUÈ                                 | Chăm sóc da                       | Bomi                                     |
| 2022               | ACBF                                   | Quần áo                           | Eunji                                    |
| 2022               |                                        |                                   |                                          |